# Racó de Contraix
El Racó del Contraix és una coma que es troba dins el terme municipal de la Vall de Boí, a l'Alta Ribagorça, i dins Parc Nacional d'Aigüestortes i Estany de Sant Maurici.

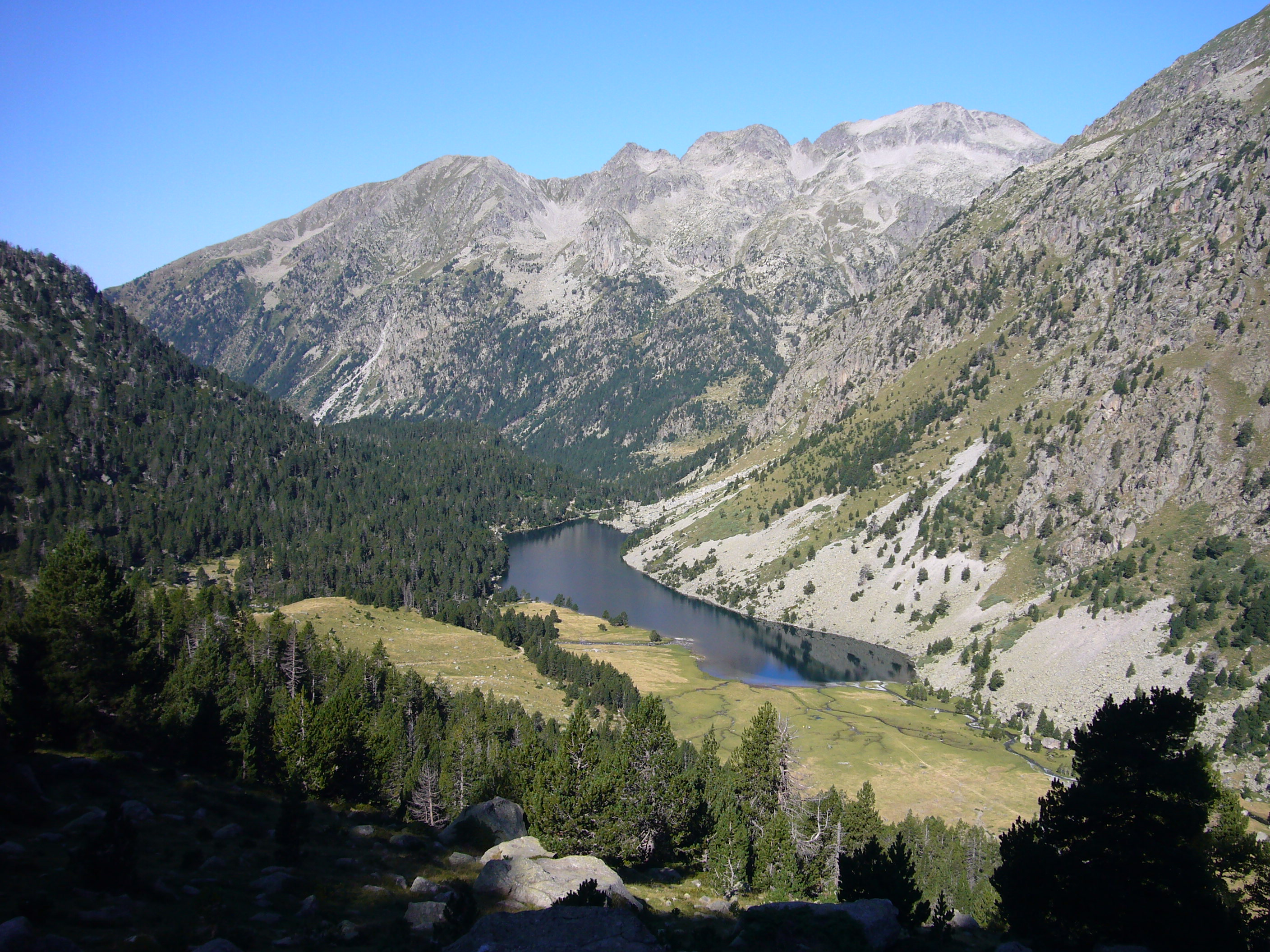
Estany Llong i Carena Oriental de la Vall de Sarradé (Cap de la Pleta Mala, Cap de les Pales del Planell Gran, Pic del Racó i Pic de Sarradé), vistos des del camí del Portarró d'Espot(vessant occidental).

Oberta cap a la Vall de Sant Nicolau, està situada al sud-oest de la Vall de Contraix i al sud del Barranc del Racó; al vessant est de la carena que uneix el Pic del Racó, al nord, i el Cap de les Pales del Planell Gran, al sud.